# كيسوكي إيتو
كيسوكي إيتو (باليابانية: 伊藤圭介) هو طبيب وعالم نبات ياباني، ولد في 18 فبراير 1803 في ناغويا في اليابان، وتوفي في 20 يناير 1901 في محافظة طوكيو ‏ في اليابان بسبب التهاب معدي معوي.